# Pia Skoglund
Pia Skoglund, egentligen Ingrid Marianne Engelbrektson, född Skoglund 29 juni 1931 i Vasa församling i Göteborg, död 23 november 1957 i Uppsala församling, var en svensk skådespelare.

## Biografi
Skoglund var dotter till köpmannen Oscar Vilhelm Andersson (1881–1948) och Hildur Axelina, ogift Skoglund (1888–1967). Hon bestämde sig tidigt för att bli skådespelare. Hon utbildade sig till kontorist, men studerade på kvällarna även till skådespelare på Pickwickklubbens teaterskola i Göteborg. 1951 fortsatte hon med teaterlektioner vid Gösta Terserus' teaterskola i Stockholm. Under denna utbildning blev hon upptäckt av Schamyl Bauman som gav henne en roll i filmen Klasskamrater. För sin medverkan där hyllades hon som en "ny Signe Hasso". 1952–1955 studerade hon vid Dramatens elevskola.
Sitt sceniska genombrott fick Skoglund i Babels torn på Dramaten (1955). Sammanlagt gjorde hon elva roller på denna teater mellan 1953 och 1955 för att därefter verka vid Helsingborgs stadsteater 1955–1956. Därefter var hon en kort period vid Uppsala Stadsteater, där hon gjorde uppmärksammade roller i uppsättningar av Anne Franks dagbok och som Kristina i Mäster Olof, vilket blev hennes sista framträdande.
Vid sidan av teatern medverkade Skoglund i sju långfilmer. Debuten skedde i nämnda Klasskamrater 1952 och hennes sista film kom att bli Rasmus, Pontus och Toker (1956). Hon ansågs på 1950-talet allmänt som en av svensk films mest lovande unga skådespelare.

Pia Skoglund gifte sig 1956 med journalisten Rune Engelbrektson (1931–2015). Hon omkom i en olycka vid en järnvägskorsning utanför Uppsala 1957. Hon var tilltänkt för en stor roll i filmen Laila som kom året därpå. Skoglund är begravd på Östra kyrkogården i Göteborg.

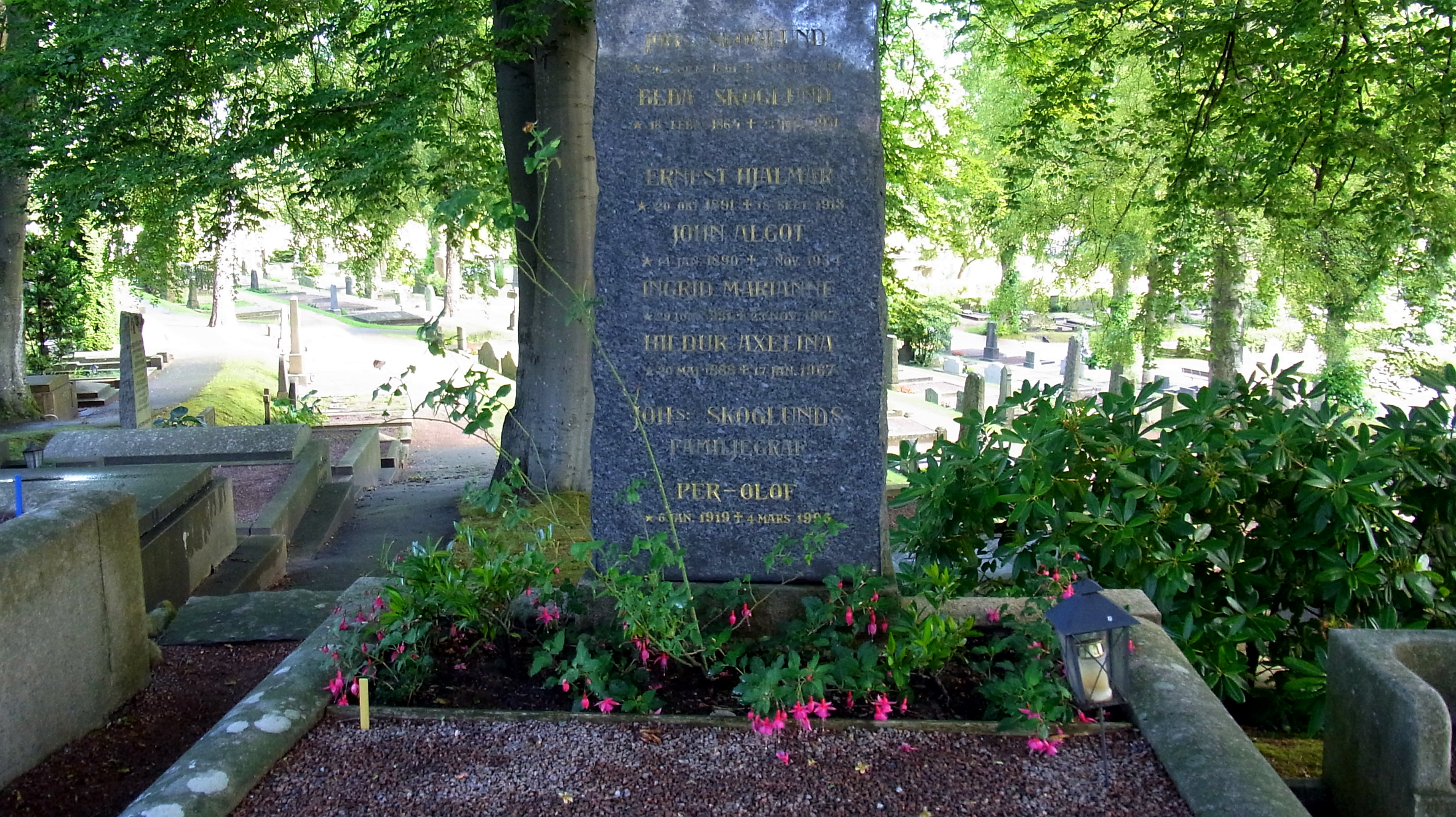
Gravplats för Ingrid Marianne Engelbrektson, känd som Pia Skoglund, skådespelare

## Filmografi
- 1952 – Klasskamrater
- 1952 – Hon kom som en vind  (bortklippt i den slutliga filmen)
- 1953 – Vingslag i natten
- 1955 – Flickan i regnet
- 1956 – Swing it, fröken
- 1956 – Rätten att älska
- 1956 – Rasmus, Pontus och Toker

## Teater

### Roller (ej komplett)
| År   | Roll                        | Produktion                                         | Regi           | Teater                   |
| ---- | --------------------------- | -------------------------------------------------- | -------------- | ------------------------ |
| 1955 | Julie Baronessan Vintimille | Madame Sans-Gêne Victorien Sardou och Émile Moreau | Johan Falck    | Helsingborgs stadsteater |
| 1955 | Monica Twigg                | Måndagsäventyr John Boynton Priestley              | Gunnar Ekström | Helsingborgs stadsteater |
| 1955 | Andra damen                 | Mayerlingdramat Maxwell Anderson                   | Johan Falck    | Helsingborgs stadsteater |
| 1955 | Keora                       | Thehuset Augustimånen John Patrick                 | Stig Olin      | Helsingborgs stadsteater |

### Fotnoter
1. ↑   Sveriges dödbok 1901–2013 Swedish death index 1901-2013 (Version 6.0). Solna: Sveriges släktforskarförbund. 2014. Libris 17007456. ISBN 9789187676642
2. 1 2 3 4 5  ”Pia Skoglund”. Svensk Filmdatabas. http://sfi.se/sv/svensk-filmdatabas/Item/?type=PERSON&itemid=64048&iv=OVERVIEW. Läst 21 mars 2013.
3. ↑  ”Nya Dramatenelever”. Dagens Nyheter:  s. 23. 31 augusti 1952. https://arkivet.dn.se/tidning/1952-08-31/236/23. Läst 26 januari 2022.
4. ↑  ”Pia Skoglund”. Dramaten. Arkiverad från originalet den 21 januari 2011. https://web.archive.org/web/20110121144900/http://dramaten.se/Dramaten/Medverkande/Rollboken/?qType=person&value=4903. Läst 21 mars 2013.
5. ↑  Bröllopsnotis med bild i Svenska Dagbladet 10 juni 1956 (Genealogiska Föreningens klipparkiv).
6. ↑  ”Pia Skoglund”. IMDb.com. http://www.imdb.com/name/nm0804571/?ref_=fn_al_nm_1. Läst 21 mars 2013.
7. ↑  Dagens Nyheter 25 november 1957 sid.27
8. ↑  SvenskaGravar Arkiverad 7 november 2017 hämtat från the Wayback Machine.